# Ковалёв (Гомельская область)
Ковалёв (бел. Кавалёў) — посёлок в Носовичском сельсовете Добрушского района Гомельской области Республики Беларусь.

## География
В 20 км на юго-запад от Добруша, в 8 км от железнодорожной станции Терюха, в 29 км от Гомеля.

## Транспортная система
Транспортная связь по просёлочной, а затем по автодороге Марковичи — Гомель. В деревне 2 жилых дома (2004 год) расположенных вдоль просёлочной дороги. Застройка деревянными домами.

## История
Посёлок основан в начале 1920-х годов переселенцами с соседних деревень на бывших помещичьих землях. В 1926 году в Антоновском сельсовете Носовичского района Гомельского округа. В 1930 году жители посёлка вступили в колхоз.
Во время Великой Отечественной войны в сентябре 1943 года оккупанты сожгли в деревне 32 двора.
До 18 января 1965 года посёлок входил в состав Грабовского сельсовета.
В 1959 году деревня в составе племзавода «Носовичи» с центром в деревне Носовичи.

## Население

### Численность
- 2004 год — 2 двора, 2 жителя

### Динамика
- 1926 год — 6 дворов, 30 жителей
- 1940 год — 34 двора, 125 жителей
- 1959 год — 91 житель (согласно переписи)
- 2004 год — 2 двора, 2 жителя